# 宣传分析学院
宣传分析学院（ Institute for Propaganda Analysis，IPA）是一家美国的组织，活动于1937-1942年。由社会科学家，舆论领袖，历史学家，教育家和新闻工作者组成，由柯特利·马瑟，爱德华·菲林和克莱德·米勒创建，是在“宣传的增加会降低公众的批判性思考的能力”的社会舆论背景下所建立的一家组织。IPA致力于激发理性思考，并为其提供指南。以帮助公众就当前问题进行深入的讨论。“教人们如何思考而不是思考什么。”IPA关注的重点是国内宣传问题，这些问题可能成为对民主的潜在威胁。 
对于IPA而言，纳粹主义，共产主义，保守的反共运动，英格兰的外交政策和拉丁美洲的独裁统治都是不民主的。 通过标记像这样的团体，IPA意图促进基于言论自由和公民参与政治的社会民主化进程，并致力于防止纳粹主义在美国崛起等具体目标。
IPA的强大来自于其将理论和实践进步主义融合成一种有组织的反宣传批判，将扒粪的传统变得制度化。这个富有美国特色的方法也被用来应对民众在大萧条时期的不满。 :177

## 诞生
爱德华·菲林担心民主会受到针对毫无戒心的公民的宣传的威胁，因此他请柯特利·马瑟为拯救民主的活动提供帮助。 1937年3月29日，在波士顿大学俱乐部的一次“民主教育”会议，吸引到阿尔弗雷德·阿德勒 ， 莱曼·布赖森 ， 爱德华·贝纳斯和克莱德·米勒等人。  :129,30 在纽约举行的第二次会议上，菲林向米勒提供了10,000美元的支票，大概是IPA第一年筹集的资金。菲林的慈善基金于6月9日同意继续提供三年的活动资金。 
该研究所于1937年9月23日成立。 最初的董事会是克莱德·米勒，罗伯特·林德 ，欧内思特·约翰逊，詹姆斯·门登霍尔，罗伯特·斯佩尔。后来加入董事会的有查尔斯·别德 ， 哈德利坎特里尔 ， 欧内斯特O.梅尔比 ， 詹姆斯T.肖特韦尔和珀西S.布朗 。  :131 董事会选举主席团成员的组成如下：总裁：坎特里尔，副总裁：梅尔比，秘书：米勒，技术审查：斯佩尔 
1937年10月，IPA分发了3000份“宣传分析公报”，以征集订阅。前两个星期发行了750份，第一年就有了2500个订户。  :132,3
IPA选择了科夫林的广播讲话进行分析，因为它们代表了非常典型的“美国公众人物借用外国反民主宣传方法”。  :x 通过参考阿尔弗雷德·麦格伦·李 （ Alfred McClung Lee）和伊丽莎白·布莱恩特 （Elizabeth Briant Lee）编辑的《宣传艺术》一书，对宣传家的七种伎俩进行了概述和说明，并参照广播讲话进行了说明。 正如克莱德·米勒（Clyde Miller）在序言中解释的那样：“就个人而言，民主的艺术是独立思考和共同讨论的艺术。”这本书是作为“坦率，公正地研究歪曲舆论的专家的手段和目的”。:viii第四章至第十章介绍了以下宣传技巧： 
1. 人身攻击
2. 光辉普照
3. 传递（英语：Transfer）
4. 证言法
5. 普通人
6. 单方论证
7. 从众效应

## 刊物
为了宣传他们的研究，IPA分发了传单，写了几期《 宣传分析公报》 ，并出版了一系列书籍，包括： 
- 紫罗兰·爱德华兹（1938年） 领导者的宣传分析指南
- 阿尔弗雷德·麦格伦·李（ Alfred McClung Lee）和伊丽莎白·布莱恩特（Elizabeth Briant Lee）（1939） 宣传艺术 [3]
- 詹姆斯·韦克斯勒和哈罗德·拉文（ James A. Wechsler ＆Harold Lavine，1940年），《 战争宣传与美国》 ，由Garland Publishing重印，1972年
- 宣传分析
- 宣传：如何认识和处理

宣传分析公报通过报纸，教育者，政府官员和思想领袖间接地针对大众。 IPA通过派发传单直接针对国立学院的院长，主教和大臣，教育和宗教期刊以及教育学生。 
这些“宣传分析基础知识”鼓励读者理解和分析自己对宣传材料的看法，以得出增长见识，发人深省的讨论： 
- 确定宣传中的冲突因素。
- 看您自己的反应要素。
- 关注与今天的冲突有关的今天的宣传。
- 怀疑您的意见是“您自己的”。
- 因此，请谨慎评估自己的宣传。
- 在得出结论之前先找到事实。 [4] [5] :17

## 解散
IPA遭到了许多破坏其宗旨的指控。有指控称，IPA创造的“破坏性的怀疑主义多于智慧的反思”。IPA失去了许多出版商的支持，并且由于其董事会成员和陷入困境的老师的辞职而面临内部冲突。第二次世界大战的爆发也带一个问题。这将迫使IPA不仅要审视和批评敌人的宣传，还要评估美国对宣传的使用情况。IPA坚称其1942年停止运营的原因是由于缺乏足够的资金，而不是战争。     

在德国纳粹宣战后，宣传分析的中立立场不能被继续维持下去，于是IPA在1942年1月停刊，最后一期的公告如下: 
在战争紧急状态下，对各种宣传的“好”和“坏”的冷静分析很容易造成误解，更重要的是，这些分析可能被反对政府的人滥用于不良目的。 另一方面，对于IPA，作为一个研究所来说，宣传，甚至是表面上的宣传，会导致其作为科研机构的完整性令人怀疑。:62

## 评价
IPA存在时，许多人通过该组织的可用的出版物寻求帮助。该过程包括教导听众避免在被污点宣传欺骗导致的情绪激动。为了获得事实，该研究所的作者希望公众“对所有事实问题采取科学态度，并接受他们所得出的结论作为行动基础，无论他（宣传的学生）是否喜欢它们。 ”  IPA鼓励学生对所讨论的话题进行明智和独立的思考。尽管许多人赞扬IPA的指导意见，但其他人则认为该方法“过于简单，因为许多信息属于不止一种类别，它们没有考虑听众之间的差异，也没有讨论宣传者的信誉。”尽管存在争议，但IPA是美国公民可以使用的一种资源，希望能启迪和激活人们的思想，让他们自由、独立地思考。
1940年，埃德加·戴尔（Edgar Dale）和诺玛·弗农（Norma Vernon）撰写了带注释书目的导言，指出IPA的贡献： 
学校宣传教育的广泛开展很大程度上要归功于1937年夏天成立的宣传分析学院。 ¶本公告中注释的文章证明了研究所的公告和工作表对全国教师工作的影响。 确实，对学校可用材料的高度关注是IPA成功的关键。:ii